# Jean Joseph Guieu
Jean Joseph Guieu, znany także jako Jean Guyeux (ur. 30 września 1758 w Champcella, zm. 5 października 1817 w Châteauroux) – francuski generał. Wstąpił do armii królewskiej, lecz szybkie awanse zawdzięcza udziałowi we francuskich wojnach rewolucyjnych. Uczestnicząc w wojnie w Pirenejach przeciwko Hiszpanii doszedł do rangi generała. Po przeniesieniu do Włoch dowodził oddziałami w armii Napoleona Bonaparte w trakcie kampanii włoskiej w latach 1796–1797. Odszedł z armii w roku 1803. Jego nazwisko widnieje wśród nazwisk innych zasłużonych wojskowych pod paryskim Łukiem Triumfalnym.

## Początki kariery
Urodzony w roku 1758, w Champcella we francuskim departamencie Alpy Wysokie, Guieu zaciągnął się do artylerii w roku 1774. W roku 1791 był kapitanem ochotniczego batalionu w Armii Alp. W latach 1793–1795 walczył w szeregach Armii Wschodnich Pirenejów jako podkomendny Pierre’a Augereau. W dniu 4 października 1793 nadano mu stopień pułkownika, po czym 25 grudnia tego samego roku awansowano go na generała brygady. W dniach 29 kwietnia – 1 maja 1794 dowodził brygadą w wojskach Augereau w bitwie pod Boulou. Z kolei w listopadzie 1794 uczestniczył w bitwie pod Czarną Górą. Po zawarciu przez Republikę Francuską pokoju bazylejskiego z Hiszpanią w lipcu 1795, Guieu przeniósł się do Armii Włoch.

## We Włoszech
Podczas kampanii Montenotte, która miała miejsce w kwietniu 1796, Guieu dowodził brygadą w dywizji Jeana Séruriera. W dniu 19 kwietnia, w trakcie walk pod San Michele Mondovi, jego brygada wyparła oddziały sardyńskie z zajmowanych przez nie pozycji. Jednak później Francuzi rozproszyli się w celu splądrowania pobliskiej wioski, co umożliwiło Sardyńczykom skuteczne kontruderzenie. Podczas bitwy pod Mondovì z 21 kwietnia, brygada pod dowództwem Guieu odegrała istotną rolę w zdobyciu wioski Vicoforte.
Gdy Austriacy podejmowali pierwszą, nieudaną próbę przyjścia z odsieczą oblężonej przez Francuzów Mantui, Guieu dowodził brygadą w dywizji Saureta. Zaskoczony atakiem Petera Otta, Guieu wraz z 400 żołnierzami schronił się w Palazzo Martinengo w Salò (29 lipca 1796). Pomimo braku żywności Guieu zdołał wytrzymać oblężenie w wykonaniu oddziałów Josepha Ocskaya do 31 lipca, gdy Sauret odrzucił Austriaków spod Salò po zaciekłej walce. W dniu 3 sierpnia podczas bitwy pod Lonato, Guieu dowodził dywizją Saureta w zastępstwie swego rannego zwierzchnika. Guieu odzyskał Salò, a następnie uderzył od wschodu na Gavardo. Nie ustąpił Austriakom, pomimo iż został odepchnięty do Salò. Obecność francuskiej dywizji w pobliżu wyznaczonej przez Austriaków drogi odwrotu skłoniła ich chorwackiego dowódcę, Petara Gvozdanovicia do podjęcia decyzji o wycofaniu się wczesnym rankiem 4 sierpnia 1796.
Pierwszego dnia bitwy pod Arcole, Bonaparte polecił generałowi Guieu przeprawić 18-tą oraz 25-tą półbrygadę przez Adygę promem w pobliżu miejscowości Albaredo d’Adige. Guieu skutecznie wywiązał się z tego zadania i wyparł Austriaków z Arcole późnym wieczorem 15 listopada. Bonaparte wycofał swoje oddziały, natomiast walki o wieś trwały przez kolejne dwa dni. W dniu 6 grudnia Guieu uzyskał awans do stopnia generała dywizji. W marcu 1797 roku dowodził dywizją, która wyparła Austriaków z północno-wschodnich Włoch, po drodze walcząc pod Sacile oraz zajmując Palmanova. Guieu wspierał André Massénę oraz Séruriera w trakcie okrążania dywizji austriackiego generała węgierskiego pochodzenia, Adama Bajalicsa w pobliżu Tarvisio.

## Dalsza kariera
Aktywna służba generała Guieu dobiegła końca w roku 1799. Oficjalnie Guieu odszedł z wojska w roku 1803. Zmarł w Châteauroux w roku 1817. Nazwisko GUYEUX widnieje na 24-tej kolumnie paryskiego Łuku Triumfalnego.